# Muamadu Macido
Ibraim Muamadu Macido dã Abubacar (Ibrahim Muhammadu Maccido dan Abubakar; Dange Shuni, 20 de abril de 1928 - Abuja, 29 de outubro de 2006), muitas vezes abreviado para Muamadu Macido, foi o 19º sultão de Socoto na Nigéria. Rra filho e assessor de Sidique Abubacar III (1903–1988), que era o sultão de Socoto por 50 anos. Macido serviu em muitas funções do governo durante sua vida e serviu de maneira mais proeminente como contato com o presidente nigeriano Shehu Shagari (1979–1983) até que um golpe militar retirou Shagari do poder. Quando seu pai morreu em 1988, chefe do governo militar na Nigéria, Ibrahim Babangida nomeou Ibraim Daçuqui (1985-1993) como o novo sultão de Socoto, uma decisão que causou protestos violentos em larga escala no norte da Nigéria.
Em 1996, Sani Abacha (1993-1998), um ditador militar nigeriano posterior, depôs Daçuqui e nomeou Macido o novo sultão. Macido foi coroado em 21 de abril de 1996 e exerceu o cargo por uma década. Ele usou a posição para tentar reconciliar divisões na comunidade muçulmana do norte da Nigéria, melhorar as conexões com outras comunidades muçulmanas e diminuir as tensões étnicas na Nigéria. Em 29 de outubro de 2006, após uma reunião com o presidente Olusegun Obasanjo, Macido morreu no acidente de avião do voo 53 da ADC Airlines, com seu filho Badamasi Macido, ao retornar a Socoto. Ele está enterrado em Socoto com muitos dos outros sultões.

## Biografia
Muamadu Macido foi uma das poucas crianças nascidas no sultão Sidique Abubacar III antes de Abubacar se tornar o sultão de Socoto em 1938. Nasceu em 20 de abril de 1928 nos arredores da cidade de Socoto, na cidade de Dange Xuni. Muitas outras crianças morreram no parto e, quando Muamadu nasceu da esposa sênior de Abubacar, Haua, ele recebeu o nome adicional de Macido (que significa escravo) para tentar afastar o azar. Embora Abubacar só tivesse dois filhos antes de se tornar sultão, ele precedeu mais 53 filhos depois.
Macido foi proeminente na corte de Abubacar enquanto crescia e o sistema de liderança de seu pai teve impactos significativos no reinado final de Macido. Um exemplo foi em 1943, quando Sardauna Ahmadu, que havia desafiado Abubacar na seleção como sultão, foi acusado de apropriação indébita de dinheiro dos impostos e foi punido com prisão por Abubacar. No entanto, Ahmadu contratou um advogado no sul para recorrer da condenação e o tribunal britânico ordenou que as acusações fossem retiradas. A situação política ficou bastante tensa depois disso e com isso Macido aprendeu a se reconciliar com os oponentes políticos.
Macido foi educado na faculdade em Zaria antes de estudar em 1952-1953 no South Devon College, na Grã-Bretanha.

## Carreira política
Na última década do domínio britânico sobre o território, Macido tornou-se ativo em vários papéis políticos. Em 1951, Macido tornou-se membro da Casa da Assembleia em Caduna, governando a Autoridade Nativa de Socoto. Embora muito jovem e um membro júnior da Assembléia, ele foi capaz de criar conexões com muitos líderes nigerianos antigos, porque era filho do sultão. No final da década de 1950, Zamfara e outras comunidades do norte começaram a sofrer desordens violentas, com os partidos políticos lutando entre si antes das eleições de 1959. Macido foi despachado para as comunidades para servir como representante do Emirado de Socoto na tentativa de reduzir a tensão. Ele ocupou vários cargos na Autoridade Nativa de Socoto na década de 1950, incluindo Conselheiro de Obras (1956), Conselheiro de Desenvolvimento Rural (1959) e Conselheiro de Agricultura (1960).
Com a violência pós-independência na Nigéria, que aumentou significativamente após o assassinato do primeiro-ministro Abubakar Tafawa Balewa (de Socoto) em 1966, Macido desempenhou um papel fundamental ajudando seu pai na tentativa de amenizar a violência. Em Socoto, uma multidão de muçulmanos irados avançou em direção à Igreja Católica com o objetivo de destruir o edifício como parte da raiva geral contra Ibos e cristãos. Macido e Marafa, um cunhado, encontraram a multidão e convenceram-na a dispersar, impedindo a destruição da igreja.
No ano seguinte, Macido foi nomeado comissário do Conselho Executivo do Estado do Noroeste e trabalhou no Ministério da Agricultura e depois no Ministério da Saúde. Embora tenha mantido distância dos governos militares na década de 1970, ele serviu como oficial de ligação presidencial entre o Emirado de Socoto e o chefe de estado nigeriano por muitos anos durante a Presidência de Shehu Shagari.
Em 1986, Macido deixou a política em todo o país para cuidar de seu pai doente Abubacar e da política local em Socoto. Quando seu pai estava determinado a ficar doente demais para as responsabilidades do cargo, Macido fazia parte de um Conselho Interno para governar o Emirado.

## Daçuqui como Sultão
Abubacar III morreu em 1 de novembro de 1988, enquanto Ibrahim Babangida era o chefe do governo militar da Nigéria. Como era tradicional na estrutura religiosa de Socoto, os eleitores dos vários emirados assumiram a questão e escolheram Macido como o novo sultão em 3 de novembro de 1988. No entanto, em 6 de novembro, o governo militar de Babangida decidiu que Ibraim Daçuqui, que havia desafiado Macido para o cargo e era um importante sócio comercial da Babangida, se tornaria o novo sultão. A violência imediatamente eclodiu em Socoto e no resto do norte da Nigéria, com apoiadores de Macido protestando ativamente contra a interferência dos militares em assuntos dos emirados.. Macido foi enviado para o exílio na África do Sul.
Ele retornou após o governo de Babangida, mas não apoiou a resistência ativa de seus seguidores a Daçuqui. Incentivou seus apoiadores a não se associarem ao governo de Daçuqui e permanecerem separados. A vida tornou-se financeiramente difícil para Macido e sua residência começou estar sem manutenção e seu serviço telefônico foi desconectado por falta de pagamento.   Muitos muçulmanos no norte da Nigéria se opuseram ao governo de Daçuqui, com uma longa lista de reclamações, incluindo a de que Daçuqui havia destruído a casa de Muhammed Bello, o segundo sultão, para fazer reformas no complexo do palácio.

## Sultão
Macido acabou se recuperando financeiramente. Ele começou a importar e vender os produtos para empresas locais, pouco antes de se tornar sultão. Ibrahim Daçuqui foi retirado da posição pelo ditador militar Sani Abacha em 19 de abril de 1996. Sem passar pelo sistema tradicional de seleção de Socoto, Abacha nomeou Macido o novo sultão. A coroação formal ocorreu em 21 de abril de 1996 na mesquita do sultão Bello.  Como sultão, ele se tornou o líder espiritual da comunidade islâmica da Nigéria e chefe do Emirado de Socoto.
Para evitar problemas com Daçuqui e seus apoiadores, Macido pediu a Abacha para garantir que ele fosse tratado com humanidade e que ele poderia voltar do exílio após um breve período. Quando Daçuqui foi atacado em sua casa por ladrões armados, Macido enviou um enviado oficial para dar apoio a Daçuqui.
Como parte de sua posição, ele também se tornou presidente do Conselho Supremo de Assuntos Islâmicos da Nigéria e estabeleceu conexões significativas com outros grupos muçulmanos em todo o mundo a partir dessa posição. Ele participou da Conferência Mundial sobre o Islã, foi à Arábia Saudita arrecadar dinheiro para escolas islâmicas e se envolveu significativamente com muçulmanos em outras partes do mundo. Para apoiar os muçulmanos no norte da Nigéria, Macido incentivou uma organização de educação para mulheres muçulmanas, fundou uma escola nos arredores de Socoto e iniciou um grande esforço para que a vacina contra a poliomielite fosse amplamente distribuída.
Em 2004, ele organizou as celebrações da jiade bicentenária de Usmã dã Fodio, o fundador do Emirado de Socoto, e o início das Jiades Fulas. Com o aumento das tensões étnicas entre cristãos e muçulmanos na Nigéria, Macido tentou acabar com a violência e interveio muitas vezes para reduzir as tensões.
No entanto, Macido também se opôs ao governo do estado da Nigéria quando eles tentaram conceder aos migrantes xiitas da região o direito de rezar nas mesquitas de Socoto. Como seu pai, ele se opôs a esse esforço e se recusou a fornecer acesso de oração aos muçulmanos xiitas.

## Morte
Depois de celebrar o Eid al-Fitr em 2006, Macido foi a Abuja para se encontrar com o Presidente Olusegun Obasanjo. Depois dessa reunião, Macido pegou um avião de volta a Socoto no domingo, 29 de outubro. No voo estavam um de seus filhos Badamasi Macido (que era o senador de Socoto), seu neto e outras autoridades regionais do governo que estavam em Abuja para uma oficina de educação. O voo 53 da ADC Airlines caiu logo após a decolagem, matando a maioria das pessoas a bordo, incluindo Macido, seu filho e neto. O corpo de Macido não foi queimado, facilitando a identificação positiva. Seu corpo foi levado pelas ruas de Socoto com dezenas de milhares de pessoas que se reuniram. Ele foi enterrado na tumba principal dos sultões de Socoto (o Hubbare), perto da de seu pai.